# Gerry (Film)
Gerry ist ein US-amerikanischer Experimentalfilm des Regisseurs Gus Van Sant aus dem Jahr 2002.

## Handlung
Der Film beginnt mit einer Autofahrt: Zwei junge Männer, beide namens Gerry, fahren in eine nicht näher genannte semiaride Wüstenlandschaft, stellen ihr Auto ab und gehen los, um „das Ding“ am Ende des Wildnis-Wegs anzusehen. Am Anfang ihrer Wanderung nehmen die beiden andere Wanderer wahr. Nach einigem Gehen, Sprechen und einem improvisierten Wettlauf stimmen die beiden über ihr gegenseitiges Desinteresse an der weiteren Wanderung überein und beschließen wieder umzudrehen, gehen aber einen anderen Weg zurück. Hierbei verirren sie sich und sind fortan ohne Wasser, Nahrung oder eine Landkarte völlig sich selbst überlassen.
Je mehr die beiden versuchen zusammenzuarbeiten, um sich zu orientieren und ihre Schritte zu verfolgen, desto mehr gehen die beiden zur gleichen Zeit zunehmend gereizter miteinander um. Während sie mehrere Tage durch die Wüste laufen, wird die Landschaft immer arider. Schließlich, am letzten Tag ihrer Wanderung, meist in Stille, brechen die beiden beim Laufen in einer Death-Valley-ähnlichen Landschaft wegen Erschöpfung und Dehydrierung zusammen. Der Schwächere der beiden (Affleck) gibt sich seinem Schicksal mit den letzten Worten: „Ich verabschiede mich“ hin und bittet den anderen mit flüchtigen Bewegungen, ihn zu erlösen, woraufhin der andere ihn letztendlich in einer mehrdeutigen Szene erwürgt. Er legt sich danach selbst zum Sterben hin, erwacht jedoch stattdessen eine unbestimmte Zeit später mit Motorgeräuschen im Ohr. Am Horizont fahren Autos auf einer Straße vorbei. Gerry wird von einer Familie aufgelesen und überlebt.

## Hintergrund
Der Film wurde in einem semi-improvisierten Stil mit einer kleinen Crew in Argentinien, im Death Valley und in den Utah Salt Flats gedreht und ist dem Andenken an den US-amerikanischen Schriftsteller Ken Kesey gewidmet.
Die durchschnittliche Länge der insgesamt nur etwa hundert Einstellungen des Films beträgt etwa siebzig Sekunden. Der Film spielte bei Produktionskosten von schätzungsweise 3,5 Millionen US-Dollar in den Kinos der USA ca. 236.000 US-Dollar ein.
Der Film basiert auf einer wahren Geschichte. Im Juli 1999 unternahmen Raffi Kodikian und David Coughlin eine Cross-Country-Wanderung und verliefen sich bei einer Tageswanderung im Rattlesnake Canyon, der zum Carlsbad Caverns National Park gehört. Nach Tagen ohne Wasser und Nahrung brachte Kodikian Coughlin um. Obwohl er angab, aus Gnade den Freund umgebracht zu haben, wurde er wegen Mord zweiten Grades (entspricht dem Totschlag in einem minder schweren Fall des deutschen Strafrechts) verurteilt. Er musste 16 Monate ins Gefängnis.
Der Film ist ein Gemeinschaftswerk des Regisseurs Van Sant und der beiden Darsteller Affleck und Damon, die am Drehbuch und Schnitt mitwirkten. Die Instrumentalstücke Spiegel im Spiegel und Für Alina von Arvo Pärt sind prominent im Film vertreten.
In einem Interview zeigt sich Van Sant skeptisch gegenüber der Auffassung, die beiden Gerrys wären als eine Person zu sehen.
Die deutsche Synchronisation entstand in Berlin. Im Film wird Casey Affleck von Fabian Harloff gesprochen und Matt Damon von Jan-David Rönfeldt.

## Kritik
„Was sie zunächst als spätpubertäres Abenteuer einordnen und mit Lagerfeuer-Romantik und Spannungsgeschichten beginnt, entwickelt sich zum existenziellen Drama, in dem über Gott und die Welt, das Verlorensein und das Sein geredet wird. Eine radikale Abkehr von den Strukturen des Erzählkinos, die – auch visuell – die Nichtigkeit des Menschen angesichts der gefährlichen Schönheit der Natur zeigt und den vermeintlich rettenden Rückzug auf den Intellekt als Sackgasse darstellt. Der sperrige Film erinnert in seiner absurden Handlung und Struktur an Becketts Warten auf Godot.“

## Auszeichnungen
Gus Van Sant gewann im Jahr 2002 den Visions Award des Toronto International Film Festivals. Van Sant als Regisseur und Harris Savides für die Kameraarbeit wurden im Jahr 2003 für den Independent Spirit Award nominiert. Savides gewann 2003 den New York Film Critics Circle Award.